# Åboland

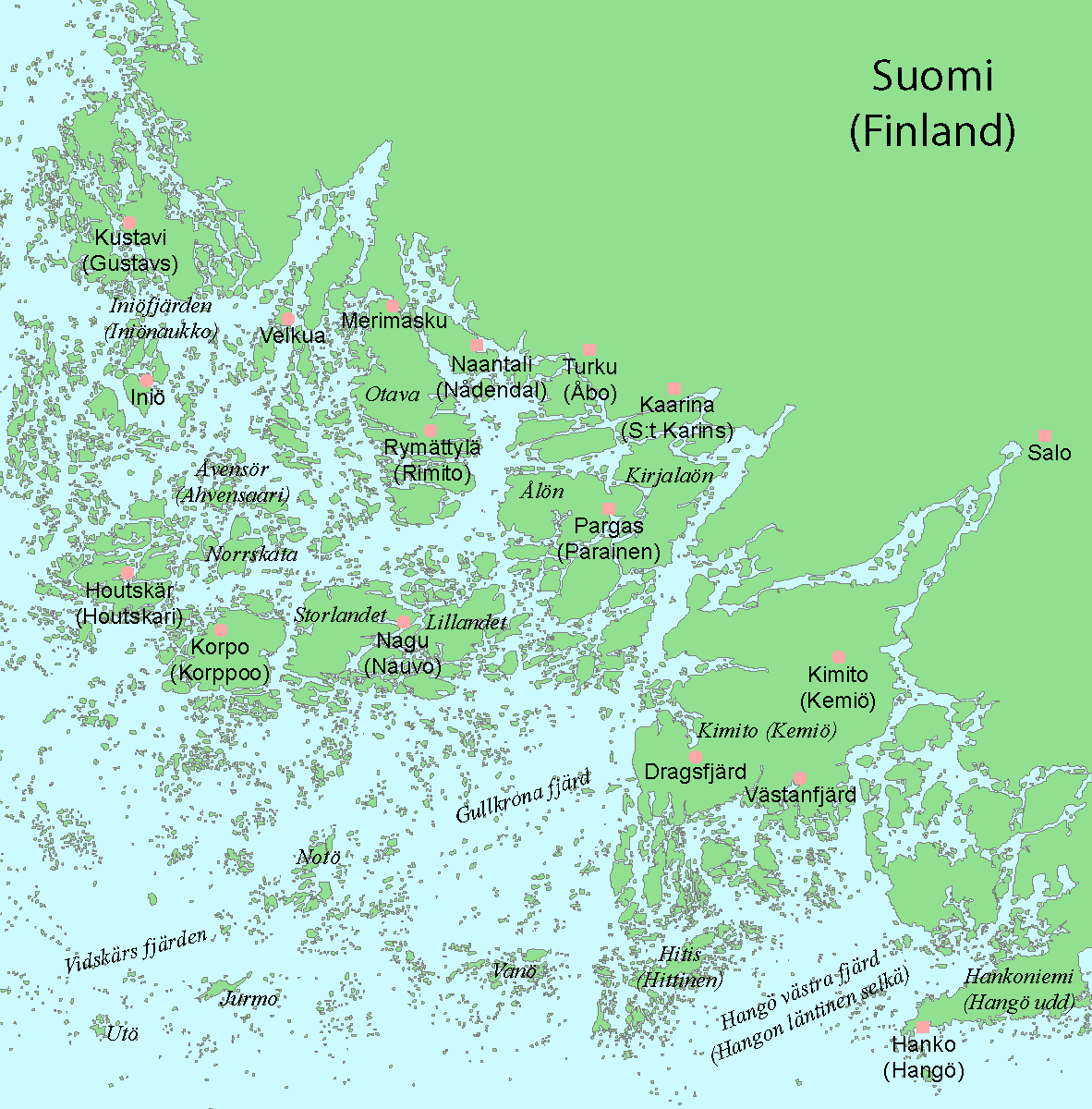
Karta över Skärgårdshavet öster om Åland.

Åbolands ekonomiska regions läge i Finland.

Åboland (finska: Turunmaa, namnen motsvarar dock inte helt varandra) är ett kust- och skärgårdsområde sydväst om staden Åbo i landskapet Egentliga Finland i Finland. Området var tidigare ett inofficiellt område, men från och med 1994 utgör en del av dess område en så kallad ekonomisk region. 
Åbolands kärnområde är en tvåspråkig region med svenska som majoritetsspråk (64,1 %) och finska som minoritetsspråk (35,9 %). Folkmängden i Åbolands kärnområde uppgick den 31 december 2012 till 22 636 invånare och landarealen utgjordes av 1 569,06 km².
Namnet Åboland torde ha myntats på 1910-talet av Hugo Ekhammar med syfte att skapa ett specifikt namn för den svenskspråkiga landskapsdelen av Egentliga Finland.

## Åbolands uppdelning
- Kimitoöns kommun.
- Pargas stad.
- Skärgårdssamhället och tidigare kommunen Finby inom Salo stad, brukar vanligtvis sägas tillhöra Åboland.
- I regel inkluderas även städerna Åbo och S:t Karins.

Observera att då den svenskspråkiga språkgruppen (finlandssvenskarna) talar om Åboland, inkluderas inte följande enspråkigt finska kommuner eller tidigare kommuner som också ligger utanför staden Åbo: Gustavs, Merimasku, Rimito, Tövsala, Velkua och Villnäs. Däremot brukar vanligtvis tre av dessa samhällen räknas till "Turunmaa", det motsvarande finskspråkiga begreppet, nämligen: Rimito, Tövsala och Velkua. 
Till Åbolands kärnområde räknas vanligen det som nu är Pargas stad och Kimitoöns kommun. Kommunerna bildades 2009 genom sammanslagningar av kommunerna i Väståboland (Houtskär, Iniö, Nagu, Korpo och Pargas) respektive Öståboland (Dragsfjärd, Kimito och Västanfjärd).
Om hela skärgården utanför Åbo används växelvis följande två övergripande begrepp: ”Åbo skärgård” och ”Skärgårdshavet”. Det förra har problemet att det också kan avse skärgården inom Åbo kommungränser, men det har på senare tid börjat användas mycket, genom av Åbo dominerade turismsatsningar.

## Ekonomiska regionen Åboland
Ekonomiska regionen Åboland, (finska: Turunmaan seutukunta) är en av ekonomiska regionerna i landskapet Egentliga Finland. Folkmängden i ekonomiska regionen uppgick den 1 september 2013 till 22 562 invånare, och regionens totala areal utgöres av 8 349 km² (landyta: 1 569 km²). I Finlands NUTS-indelning representerar regionen nivån LAU 1 (f.d. NUTS 4), och dess nationella kod är 021. Flertalet av befolkningen i ekonomiska regionen är svensktalande. 
Ekonomiska regionen Åboland omfattar sedan 2009 följande två kommuner: 
- Pargas stad
- Kimitoöns kommun

## Historia
Åboland var på grund av läget mellan nuvarande Sverige och Finland, på vägen mellan Sverige och "östra rikshalvan" eller Österland en av skärgårdens viktigaste sjöfartsleder. Knutpunkter i äldre tider var Korpoström; en annan betydande hamn fanns vid Jungfrusund. Det svenska rikets stormaktsställning under 1600-talet innebar att också att Åboland utvecklades.  Goda exempel på detta är att Tjuda pedagogi, en skola på Kimitoön grundades liksom järnbruket i Dahlsbruk. Under 1600-talet gavs två stora förläningar, Korpo friherreskap och Kimito friherreskap,som ändå efter några årtionden återgick till kronan. Stora delar av befolkningen begav sig under stora ofreden på flykt till Sverige.